# Huso baerii
El esturión siberiano (Huso baerii) es una especie de pez acipenseriforme de la familia Acipenseridae que vive en las aguas de China, Rusia y Kazajistán. Está incluido en la Lista Roja de la Unión Internacional para la Conservación de la Naturaleza. 
Es un pez sobre el que se practica la cría en cautividad por el aprovechamiento comercial de sus huevas como caviar, y es frecuente encontrarlo en acuarios, por lo que se ha hecho una gran dispersión, aunque en sus aguas de origen las poblaciones no son abundantes. 
Es fácil reconocerlo por la presencia de placas por encima y los costados del cuerpo, con una cabeza que se prolonga en un largo y puntiagudo hocico. La boca está situada en la base de la cabeza y es protráctil. El lóbulo superior de la aleta caudal es muy prolongado hacia atrás.
Es un pez migrador anádromo, nace en los ríos y viaja hacia el mar para alcanzar allí la madurez. Tiene hábitos demersales y habita en aguas de poca profundidad. Puede alcanzar hasta unos 30 kg de peso en su madurez. Los machos maduran entre los 9-15 años.
Se dividía en dos subespecies, sin embargo, según estudios recientes se cree que la especies es monotípica formando poblaciones continuas conectadas genéticamente a lo largo de su amplia área de distribución.

## Introducción en la Cuenca del Plata
La especie fue introducida accidentalmente en la cuenca del Plata a partir de la liberación desde una piscicultura ubicada en el Río Negro, tributario del Río Uruguay. Es evidente que un gran número de estos ejemplares sobrevivió en aguas libres, dado que se han registrado numerosas capturas, no sólo en el Río Uruguay, sino también en el Río de la Plata y en el Río Paraná medio e inferior.

## Potencial invasor
Esta especie, junto con A. naccarii, se cría en España para la obtención de caviar. 
Al ser originario del Noreste de Siberia, en aguas de bajas temperaturas, y posiblemente encuentre alguna resistencia ambiental para su reproducción en las aguas uruguayas. No obstante, como con cualquier nueva introducción, no se sabe con certeza cuál será su capacidad de supervivencia y dispersión.